# Selaginella pseudo-volkensii
Selaginella pseudo-volkensii är en mosslummerväxtart som beskrevs av Takahide Hosokawa. Selaginella pseudo-volkensii ingår i släktet mosslumrar, och familjen mosslummerväxter. Inga underarter finns listade i Catalogue of Life.